# فرد ولدون

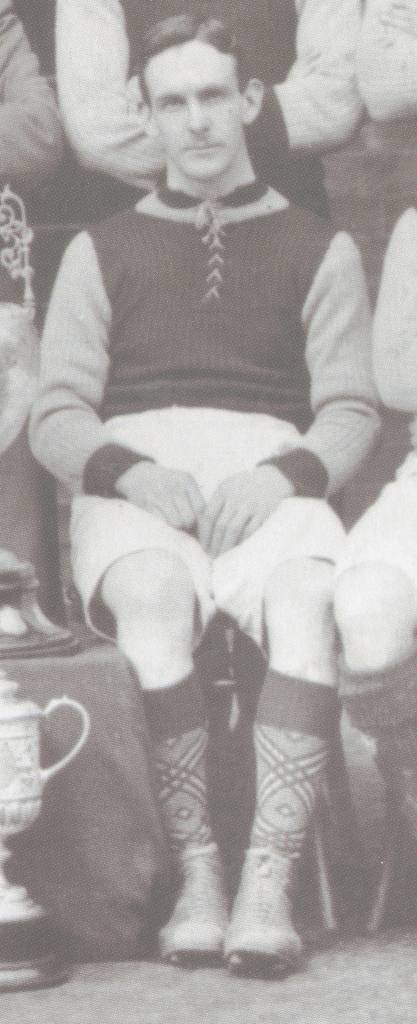
فرد ولدون

فرد ولدون (به انگلیسی: Fred Wheldon) زادهٔ ۱ نوامبر ۱۸۶۹ بازیکن فوتبال اهل انگلستان که سابقهٔ بازی در تیم ملی فوتبال انگلستان را در کارنامهٔ خود دارد. وی در تاریخ ۲۰ فوریه ۱۸۹۷ نخستین بازی ملی خود را در مقابل تیم ملی فوتبال ایرلند انجام داد و با حضور در ۴ بازی ملی، در تاریخ ۲ آوریل ۱۸۹۸ واپسین بازی ملی‌اش را در برابر تیم ملی فوتبال اسکاتلند برگزار کرد.
این بازیکن توانسته در بازی‌های ملی، ۶ گل به ثمر برساند.